# Dispira parvispora
Dispira parvispora är en svampart som beskrevs av R.K. Benj. 1963. Dispira parvispora ingår i släktet Dispira och familjen Dimargaritaceae.   Inga underarter finns listade i Catalogue of Life.